# Parasemia cespitalis
Parasemia cespitalis là một loài bướm đêm thuộc phân họ Arctiinae, họ Erebidae.